# Michele Mazzucato
| (236784) Livorno                             | 12. August 2007  | [1] |
| (246153) Waltermaria                         | 15. August 2007  | [2] |
| (309227) Tsukiko                             | 16. August 2007  | [2] |
| (304813) Cesarina                            | 16. August 2007  | [2] |
| (216345) Savigliano                          | 4. Dezember 2007 | [1] |
| - [1] mit Luciano Tesi - [2] mit Fabio Dolfi |                  |     |

Michele T. Mazzucato (* 21. Oktober 1962 in Savigliano) ist ein italienischer Amateurastronom und Asteroidenentdecker.

## Leben
Der Förster zählt die Geschichte der Astronomie, die Geodäsie und die Astrometrie der Kleinplaneten zu seinen hauptsächlichen Interessensgebieten. 1999 gehörte er zu den Gründern der Gruppo M1 Astrofili von Castiglione dei Pepoli, einer Vereinigung von Amateurastronomen. Er ist Verfasser zahlreicher populärwissenschaftlicher Artikel und mehrerer Bücher.
Mazzucato entdeckte zwischen 2006 und 2008 zusammen mit Luciano Tesi und Fabio Dolfi am Osservatorio Astronomico della Montagna Pistoiese insgesamt 13 Asteroiden.
Darüber hinaus beobachtete er zahlreiche Kometen, Objekte des Kuipergürtels sowie Supernovae.
Am 21. Juli 2005 wurde der Asteroid (35461) Mazzucato nach ihm benannt.